# Indická národní knihovna
Indická národní knihovna (hindsky भारतीय राष्ट्रीय पुस्तकालय) je největší indická knihovna, se sbírkou 2,2 milionu knih. Sídlí v Kalkatě, hlavním městě Západního Bengálska. Od roku 1948 v bývalé budově vicekrále Indie (a později bengálského guvernéra) zvané Belvedere Estate. Národní knihovna vznikla sloučením několika veřejných knihoven. Jádrem byla Kalkatská veřejná knihovna (vznik 1836) a Imperiální knihovna (1891), které byly sloučeny v roce 1903 pod názvem Imperiální knihovna. V roce 1953 byla Imperiální knihovna prohlášena za Národní knihovnu. Knihovna je určena ke shromažďování, šíření a uchovávání tištěných materiálů vyrobených v Indii, a to v patnácti indických jazycích. V případě hindštiny vlastní i nejstarší existující knihy vůbec. Knihovna schraňuje též 86 000 map a 3 200 rukopisů.